# Michel Franco
Michel Franco (Città del Messico, 28 agosto 1979) è un regista, sceneggiatore, montatore e produttore cinematografico messicano.
I suoi film sono stati spesso presentati al Festival di Cannes, dove ha vinto nel 2012 il premio Un Certain Regard per Después de Lucía e nel 2015 il Prix du scénario per Chronic.

## Biografia
Franco scrive e dirige il suo primo lungometraggio, Daniel & Ana, nel 2009. Col suo secondo, Después de Lucía, vince nella sezione Un Certain Regard del Festival di Cannes 2012. Concorre nuovamente a Un Certain Regard nel 2017 con Las hijas de Abril, vincendovi il premio speciale della giuria.
Esordisce alla regia di un film in lingua inglese nel 2015 con Chronic, interpretato da Tim Roth: il film viene presentato nel concorso principale a Cannes, dove Franco vince il premio per la miglior sceneggiatura. Sempre lo stesso anno produce Ti guardo di Lorenzo Vigas, Leone d'oro alla 72ª Mostra del cinema di Venezia. Nel 2020 concorre a Venezia con un proprio film, Nuevo orden, vincendovi il Gran premio della giuria.

## Filmografia

### Regista e sceneggiatore
- Entre dos – cortometraggio (2003)
- Daniel & Ana (2009)
- Después de Lucía (2012)
- A los ojos – documentario (2013)
- Chronic (2015)
- Las hijas de Abril (2017)
- Nuevo orden (2020)
- Sundown (2021)
- Memory (2023)
- Dreams (2025)

### Montatore
- Entre dos – cortometraggio (2003)
- Después de Lucía (2012)
- A los ojos – documentario (2014)
- Chronic (2015)
- Las hijas de Abril (2017)
- Nuevo orden (2020)
- Sundown (2021)
- Memory (2023)
- Dreams (2025)

### Produttore
- Entre dos – cortometraggio (2003)
- Después de Lucía (2012)
- A los ojos, regia di Michel Franco e Victoria Franco – documentario (2013)
- Reconciliados, regia di Victoria Franco – cortometraggio (2014)
- Princesa, regia di David Zonana – cortometraggio (2014)
- 600 Millas, regia di Gabriel Ripstein (2015)
- Chronic (2015)
- Ti guardo (Desde allá), regia di Lorenzo Vigas (2015)
- Los herederos, regia di Jorge Hernández Aldana (2015)
- Sangre alba, regia di David Zonana – cortometraggio (2016)
- Las hijas de Abril  (2017)
- Borde, regia di Victoria Franco – cortometraggio (2017)
- Brother, regia di David Zonana – cortometraggio (2017)
- Mano de obra, regia di David Zonana (2019)
- Nuevo orden (2020)
- On the Rocks, regia di Sofia Coppola (2020)
- La civil, regia di Teodora Ana Mihai (2021)
- Sundown (2021)
- La caja, regia di Lorenzo Vigas (2021)
- Heroico, regia di David Zonana (2023)
- At Midnight, regia di Jonah Feingold (2023)
- Pet Shop Days, regia di Olmo Schnabel (2023)
- Memory (2023)
- La sombra del Catire, regia di Jorge Hernández Aldana (2023)
- Dreams (2025)

## Riconoscimenti
- Festival di Berlino
  - 2025 – In concorso (Orso d'oro) con Dreams
- Festival di Cannes
  - 2009 – In concorso (Caméra d'or) con Daniel & Ana
  - 2012 – Premio Un Certain Regard per Después de Lucía
  - 2015 – Prix du scénario per Chronic
  - 2015 – In concorso (Palma d'oro) con Chronic
  - 2017 – Premio della giuria Un Certain Regard per Las hijas de Abril
  - 2017 – In concorso (Un Certain Regard) con Las hijas de Abril
- Festival di Venezia
  - 2020 – Leone d'argento - Gran premio della giuria per Nuevo orden
  - 2020 – In concorso (Leone d'oro) con Nuevo orden
  - 2021 – In concorso (Leone d'oro) con Sundown
  - 2023 – In concorso (Leone d'oro) con Memory
- Premio Ariel
  - 2013 – Candidatura alla miglior sceneggiatura originale per Después de Lucía
  - 2021 – Candidatura al miglior montaggio per Nuevo orden